# Аграрная партия Украины
Аграрная партия Украины (АПУ) — украинская политическая партия аграрного толка. Создана  5 декабря 1996 года.

## История
В октябре 1996 года 29 народных депутатов — членов группы «Аграрники Украины» в Верховной раде Украины на собрании приняли решение о создании Аграрной партии Украины и образовали инициативную группу по подготовке пакета документов и проведению Учредительного съезда.
5 декабря 1996 года в Киеве состоялся Учредительный съезд партии. 30 декабря 1996 года Аграрная партия Украины была зарегистрирована в Министерстве юстиции Украины. Согласно принятой Программе партия должна представлять интересы сельского населения.
Первым руководителем партии был Михаил Зубец. В 1997 году его заменила Екатерина Ващук. В 1999 году новым лидером АПУ избран Михаил Гладий.
18 октября 2003 года на V съезде АПУ новым руководителем партии был избран тогдашний Вице-премьер-министр Украины по аграрным вопросам Иван Кириленко.
На VI съезде АПУ в июне 2004 года партию возглавил спикер Верховной рады Владимир Литвин. Тогда же Аграрная партия Украины сменила название на Народная аграрная партия Украины (НАПУ). На VII съезде партии в феврале 2005 года НАПУ вновь сменила название и стала Народной партией (НП).
7 октября 2006 года состоялся Учредительный съезд, на котором Аграрная партия Украины была создана вновь. Председателем партии избран народный депутат Украины, президент Украинской академии аграрных наук Михаил Зубец. 15 ноября 2006 года партию зарегистрировало Министерство юстиции Украины.

## Современность
По состоянию на 1 марта 2008 года Аграрная партия Украины объединяет 26 региональных (АР Крым, областные, города Киев и Севастополь), 448 местных (318 районных, 64 районных в городах и 66 городских) парторганизаций.
11 сентября 2010 года состоялся II-й внеочередной съезд Аграрной партии Украины, делегаты которого избрали председателем партии Слауту Виктора Андреевича, агрария и политика.
3 июля 2012 года состоялся второй этап III партийного съезда, делегаты которого новым председателем Аграрной партии Украины избрали Ивана Бисюка.
На март 2018 года в Аграрной партии Украины насчитывается более 70000 членов, работает 25 региональных представительств, 649 местных партийных ячеек на всей территории Украины.
20 сентября 2014 состоялся IV съезд Аграрной партии Украины, на котором избрали нового лидера партии Виталия Скоцика, который до этого занимал должность заместителя председателя АПУ и входил в президиум и политсовет партии.
4 декабря 2016 года — 10-тым съездом партии было проведено ребрендинг, принято новый флаг партии и новый логотип.
17 декабря 2017 года — 13-й съезд партии утвердил обновлённый партийный Статут и новую Программу партии.

### Местные выборы
31 октября 2010 года партия впервые приняла участие в выборах в местные советы. Полтавская областная партийная организация провела в местные советы 58 депутатов, Запорожская — 52, Тернопольская — 46, Донецкая — 44, Херсонская — 43, Харьковская — 40, Черкасская — 26 Житомирская и Винницкая — по 25 депутатов.
Начиная с 2015 года, партия стабильно демонстрирует высокие показатели на местных выборах, входя в число победителей по всей территории Украины.   
По результатам прошедших осенью 2015 года региональных выборов партия заняла пятое место по количеству депутатов, проведённых в местные органы власти (7,48 % от всех)[5].
В ходе последних четырех волн выборов в объединенные территориальные общины Аграрная партия постоянно входит в тройку лидеров, опережая большинство парламентских партий. Доля Аграрной партии (кандидаты, выдвигались от партии и самовыдвиженцы) от общего количества избранных выросла за два года в 5 раз. Доля избранных депутатов, которые выдвигались кандидатами от Аграрной партии, от общего числа депутатов, которые выдвигались кандидатами от партий, за два года выросла почти вдвое. При этом уровень поддержки Аграрной партии в городах за последний год вырос более чем на 50%.
Доля избранных депутатов, которые выдвигались кандидатами от Аграрной партии, от общего числа депутатов, которые выдвигались кандидатами от партий, от числа депутатов, которые выдвигались кандидатами от партий, %
| Октябрь, 2015 | Декабрь, 2016 | Апрель, 2017 | Октябрь, 2017 | Декабрь, 2017 |
| 7,36          | 11,20         | 10,14        | 12,10         | 13,68         |

Всего на сегодня Аграрную партию представляют в местных советах разного уровня около 5 тысяч депутатов.